# Mugen Honda
無限 Mugen, som betyder "utan gräns", tidigare benämnt Mugen Honda, numera ingående i M-TEC Co., Ltd, är en japansk motortillverkare. Numera håller företaget på med motortrimning och reservdelstillverkning för Honda men tillverkade tidigare även racingmotorer till olika formel 1-stall. 

## Historik
Mugen grundades 1973 av Hirotoshi Honda och Masao Kimura, som nu är företagets verkställande direktör. Hirotoshi Honda var son till Hondas grundare Soichiro Honda och blev efter faderns död 1991 majoritetsägare i Honda. Trots att grundaren av Mugen och ägaren av Honda var samma person var Mugen och Honda officiellt oberoende av varandra, men Honda bidrog med betydande teknisk assistans när det gällde F1-motorutvecklingen. 

### Footwork
Footwork körde med Mugen Honda-motorer säsongerna 1992 och 1993 och Footwork-Mugen Honda slutade då på sjunde respektive nionde plats i konstruktörs-VM.

### Jordan
Jordan använde Mugen Honda-motorer säsongen 1998 och stallet tog en dubbelseger när Damon Hill vann före Ralf Schumacher i Belgien. Säsongen 1999 kom Jordan trea i konstruktörs-VM och Heinz-Harald Frentzen trea i förar-VM. Säsongen 2000 var en misslyckad säsong varefter Jordan bytte till Hondamotorer.

### Ligier
Säsongen 1996 hade Ligier ett avtal med Mugen om att använda deras motorer. De var mycket kraftfulla och trots Ligiers begränsade budget så tog stallet flera pallplatser. Det blev till och med en seger genom Olivier Panis i Monaco.

### Prost
Säsongen 1997 körde Prost med Mugen Honda-motorer.

## F1-meriter
| 1. Monaco 1996 2. Belgien 1998 3. Frankrike 1999 4. Italien 1999 | 1. Europa 1999 |